# Katarzyna Łukaszyńska
Katarzyna Łukaszyńska (ur. w 1970 roku) – polska aktorka filmowa, telewizyjna, teatralna i dubbingowa.
W 1993 roku ukończyła Państwową Wyższą Szkołę Teatralną w Krakowie, lecz dyplom uzyskała 2 lata później. W latach 1995–1996 występowała w Teatrze Wybrzeże w Gdańsku. W latach 1996–2007 była aktorką Teatru Nowego w Warszawie.

## Wybrana filmografia

### Aktorka
- 1995: Gracze – dziennikarka
- 1998: Z pianką czy bez – klientka pubu
- 1998: Prostytutki – Miriam
- 2000–2012: Plebania – Bożena Paprocka
- 2002: Przedwiośnie – kobieta w pociągu do Polski
- 2006: Mrok – prokurator Darska

### Gościnnie
- 1994–1995: Radio Romans – kandydatka na dziennikarkę
- 1997–2010: Złotopolscy – dziennikarka
- 1997–: Klan – Wanda Czerska
- 2000–: M jak miłość – ekspedientka
- 2000–2001: Miasteczko – uczestniczka programu „Magnes”
- 2001: Twarze i maski – żona Wurskiego
- 2003–: Na Wspólnej – Aneta